# Campoplex egregius
Campoplex egregius är en stekelart som först beskrevs av Kokujev 1915.  Campoplex egregius ingår i släktet Campoplex och familjen brokparasitsteklar. Inga underarter finns listade.